# Albert Gisclard

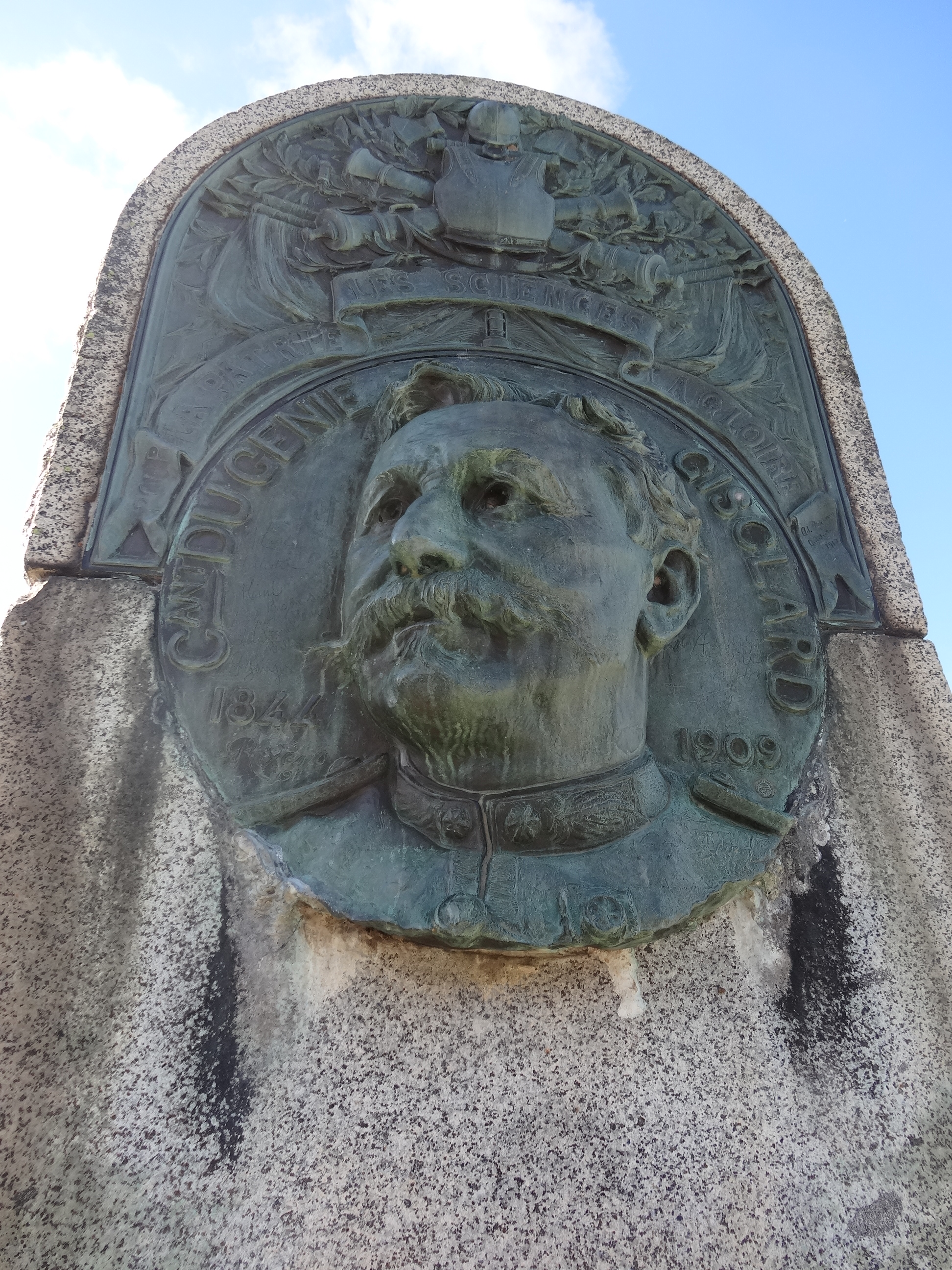
Albert Gisclard

Albert Victor Hippolyte Léon Gisclard (* 1844 in Nîmes; † 31. Oktober 1909 beim Bau der Ligne de Cerdagne) war ein französischer Ingenieur und bekannt für die von ihm konzipierten Schrägseilbrücken.

## Leben
Albert Gisclard schloss das Studium an der École polytechnique im Jahr 1862 ab und wurde danach Offizier bei den Pioniertruppen. Dort beschäftigte er sich hauptsächlich mit dem Bau von Brücken. Im Jahr 1897 verließ Gisclard das Militär, um neue Bauformen von Schrägseilbrücken zu entwickeln.
1900 erhielt er ein Patent für Schrägseilbrücken mit sich kreuzenden, bis in die andere Brückenhälfte reichenden Schrägseilen, für das er Ferdinand Arnodin eine Lizenz erteilte. Dieser baute eine Reihe von Brücken nach dem Système Gisclard, das er zusammen mit seinem Mitarbeiter und Schwiegersohn Gaston Leinekugel Le Cocq weiterentwickelte.
Gisclard kam im Oktober 1909 zusammen mit fünf weiteren Personen bei einem Zugunglück beim Bau der Ligne de Cerdagne ums Leben.

## Gisclardbrücken

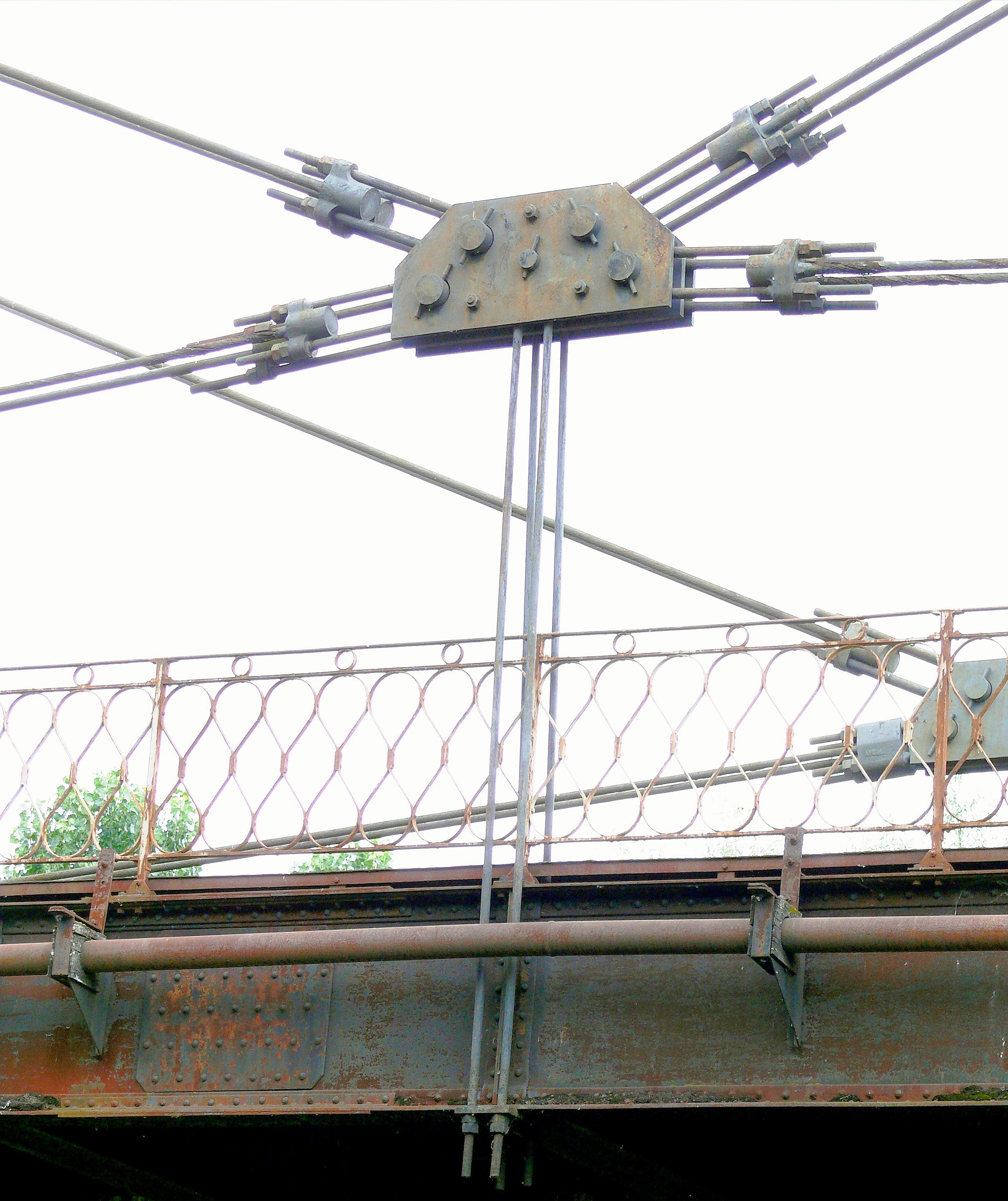
Der zentrale „Knoten“ des Systems Gisclard

| Eröffnung | Name                        | Ort                                     | Beschreibung                                       |
| --------- | --------------------------- | --------------------------------------- | -------------------------------------------------- |
| 1909      | Passerelle Marguerite       | La Foa, Neukaledonien                   | Straßenbrücke über die La Foa                      |
| 1910      | Pont de Cassagne            | Pyrénées-Orientales, Frankreich         | Eisenbahnbrücke der Ligne de Cerdagne über den Têt |
| 1913      | Viaduc des Rochers Noirs    | Corrèze, Frankreich                     | Eisenbahnbrücke über die Luzège                    |
| 1913      | Pont suspendu de Bourret    | Département Tarn-et-Garonne, Frankreich | Eisenbahn- und Straßenbrücke über die Garonne      |
| 1924      | Puente Colgante de Santa Fe | Santa Fe, Argentinien                   | Straßenbrücke über die Laguna Setúbal              |
| 1925      | Pont de Lézardrieux         | Lézardrieux, Bretagne, Frankreich       | Eisenbahn- und Straßenbrücke über den Trieux       |
| 1927      | Hängebrücke von Deir ez-Zor | Deir ez-Zor, Syrien                     | Fußgängerbrücke über den Euphrat (zerstört)        |
| 1928      | Pont du Port-à-l’Anglais    | Val-de-Marne, Frankreich                | Straßenbrücke über die Seine (1913 begonnen)       |

## Schriften
- Nouveaux types de ponts suspendus rigides.  In: Le Génie Civil, Band XXIX, n° 20 vom 12. September 1896, Nr. 744, S. 316–319 (Digitalisat auf Gallica) und n° 21 vom 19. September 1896, Nr. 745, S. 333–335 (Digitalisat auf Gallica)
- Nouveaux types de ponts suspendus rigides.  In: Le Génie Civil, Band XXXVII, n° 1 vom 5. Mai 1900, Nr. 934, S. 5–8 (Digitalisat auf Gallica)
- Note sur un nouveau type de pont suspendu rigide. In: Annales des Ponts et Chaussées. 1ère partie, 1899, S. 180–191 (Digitalisat auf Gallica) und 1900, S. 297–355 (Digitalisat auf Gallica)